# 황호진
황호진(1984년 2월 3일 ~ )은 대한민국의 배우이다.

## 출연작

### 연극
- 《히스토리 보이즈》 (2013년) - 팀스 역

### 드라마
- 《너의 노래를 들려줘》 (2019년, KBS2)

### 뮤지컬
- 《찌질의 역사》 (2017년) - 이광재 역
- 《드가장》 (2015년) - 성표 역
- 《손탁호텔》 (2015년) - 멀티 역
- 《달을 품은 슈퍼맨》 (2013년) - 도요다 역
- 《스페셜레터》 (2011년) - 병장 김상호 역
- 《스프링 어웨이크닝》 (2011년) - 오토 역